# 内黄集站
内黄集站是一个陇海线上的铁路车站，位于河南省商丘市民权县人和乡，因站址东南1.5公里处的内黄集而得名。内黄集站于1916年建成启用，初建时名内黄站，1955年改称内黄集站。1977-1979年陇海线郑徐段修建复线，内黄集站西迁250米，并扩大了站场和站房的规模。
内黄集站目前为四等站，邮政编码为476842。目前客运：不办理旅客乘降；不办理行李、包裹托运；货运：办理整车货物发到。